# No, No, Nanette (film, 1940)
Pour les articles homonymes, voir No, No, Nanette.
Pour plus de détails, voir Fiche technique et Distribution.
No, No, Nanette est un  film américain en noir et blanc réalisé par Herbert Wilcox, sorti en 1940.
Il s'agit du remake du film de même nom de 1930. Un autre remake sera tourné en 1950, avec Doris Day.

## Synopsis
La charmante Nanette aide son oncle millionnaire philanthrope Jimmy à se sortir de plusieurs situations embarrassantes impliquant de belles femmes auxquelles il a promis une carrière ; ce faisant, Nanette tombe amoureuse à la fois d'un producteur de comédie musicale et d'un jeune artiste...

## Fiche technique
- Titre : No, No, Nanette
- Réalisation : Herbert Wilcox
- Scénario : Ken Englund, d'après l'opérette du même nom créée par Irving Caesar et Otto Harbach en 1925 à Broadway.
- Producteur : Herbert Wilcox, Merrill G. White
- Société de distribution : RKO Pictures
- Photographie : Russell Metty
- Montage : Elmo Williams
- Musique : Anthony Collins
- Pays d'origine :  États-Unis
- Langue d'origine : anglais
- Genre : Comédie musicale
- Format : noir et blanc - 1.37:1 - Son Mono (RCA Sound System)
- Durée : 96 minutes
- Dates de sortie :
  - États-Unis : 13 décembre 1940
  - France : 24 novembre 1944

## Distribution
- Anna Neagle : Nanette
- Richard Carlson : Tom Gillespie
- Victor Mature : William Trainor
- Roland Young : M. "Happy" Jimmy Smith
- Helen Broderick : Mme Susan Smith
- ZaSu Pitts : Pauline Hastings
- Eve Arden : Kitty
- Billy Gilbert : Styles
- Tamara Drasin : Sonya
- Stuart Robertson : Stillwater Jr. / Stillwater Sr.
- Dorothea Kent : Betty
- Aubrey Mather : Remington, le majordome
- Mary Gordon : Gertrude, la cuisinière
- Russell Hicks : "Hutch" Hutchinson
- Victor Wong : John, le serviteur de Tom